# Actinea und Gräciniana

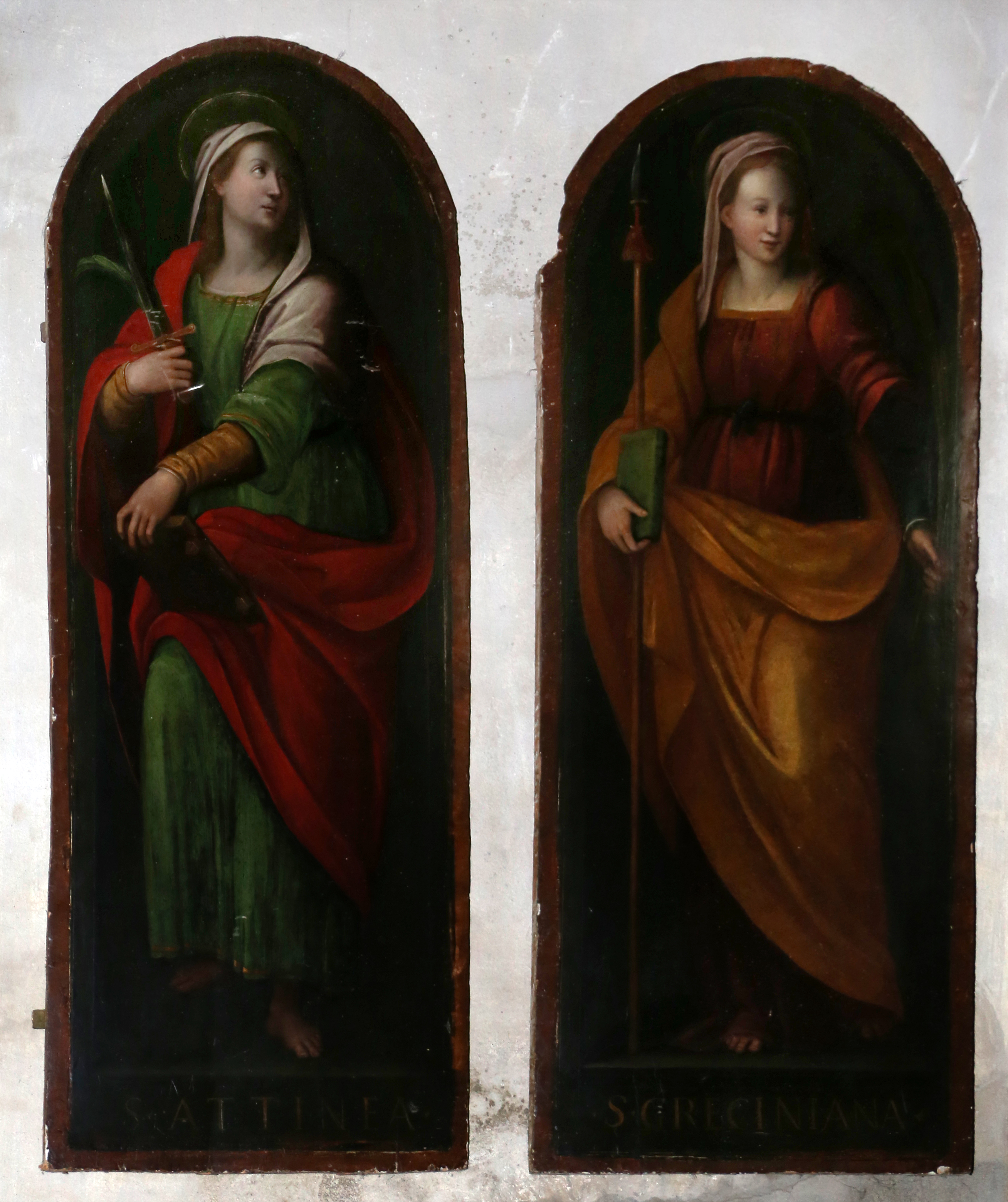
Actinea und Gräciniana in einer Darstellung von Cosimo Daddi, 1597

Actinea (italienisch Attinia) und Gräciniana (auch Gräciana; italienisch Greciniana) waren gemäß der christlichen Tradition zwei Jungfrauen, die 303 in Volterra das Martyrium erlitten. In der römisch-katholischen Kirche werden sie als Heilige verehrt. Ihr Gedenktag ist der 16. Juni.

## Legende
Die im Mittelalter entstandene Legende ist nicht sehr ausführlich. Actinea („Frau aus Athen“) und Gräciniana („Frau aus Griechenland“) sollen christliche Jungfrauen gewesen und 303 n. Chr., zur Zeit der Christenverfolgung unter Kaiser Diokletian, in Volterra, einer Kleinstadt in der heutigen Toskana, hingerichtet worden sein. Actinea sei enthauptet und Gräciniana mit einem Dolch erstochen worden.
Im 13. Jahrhundert werden sie in einem Brief von Papst Innozenz II. erwähnt.

## Verehrung
Actinea und Gräciniana sind nebst Justus und Clemens Schutzheilige von Volterra. Ihre Verehrung beschränkt sich im Wesentlichen auf diese Stadt und strahlt höchstens in die heutigen Provinzen Siena und Pisa aus.

## Reliquien
Ihre Reliquien wurden 1140 im damaligen Kloster Santi Giusto e Clemente in Volterra gefunden und kamen 1814 in den Dom von Volterra, wo sie bis heute aufbewahrt werden.
2002 wurden die Reliquien wissenschaftlich untersucht. Bei „Actinia“ handelt es sich um eine ca. 25-jährige, 1,51 Meter große Frau, bei „Gräciniana“ um eine 50–55-jährige, 1,48 Meter große Frau.

## Darstellung

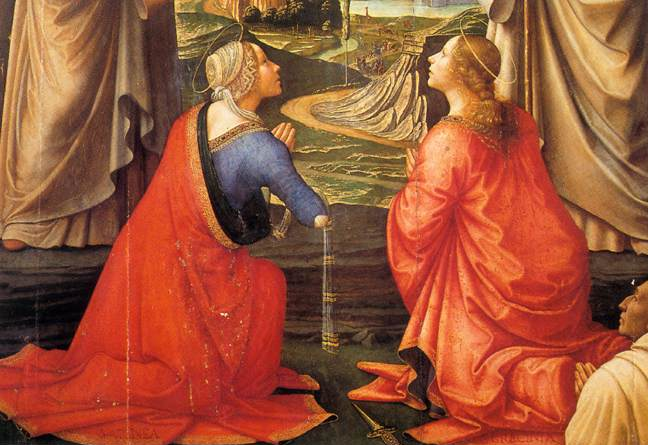
Actinea und Gräciniana auf dem Altargemälde von Domenico Ghirlandaio, 1492

Die bedeutendste Darstellung der beiden Heiligen findet sich im Unterfeld des Altargemäldes Christus im Himmel mit vier Heiligen und einem Stifter (italienisch Cristo in gloria con quattro santi e un donatore) von Domenico Ghirlandaio aus dem Jahr 1492. Das Auftragswerk für die Kamaldulenserabtei Santi Giusto e Clemente in Volterra hängt heute in der Pinacoteca e museo civico derselben Stadt. Actinea und Gräciniana knien zentral im Vordergrund und blicken betend zu Christus empor. Am Boden liegt als Marterinstrument ein Dolch.
Der lokale Maler Cosimo Daddi fertigte 1597 ein Doppelgemälde für die Kirche Sant'Alessandro in Volterra. Es zeigt beide Heilige mit einer Märtyrerpalme, Actinea links hält einen Dolch, Gräciniana rechts einen Speer.
Am 27. April 2019 wurde in Volterra ein öffentliches Denkmal für die beiden Heiligen eingeweiht. Die Terrakottaplastik ist ein Werk von Flavio Melani und steht auf der Piazza Marcello Inghirami. Sie zeigt die Frauen in Lebensgröße, wie sie sich bei den Händen halten und Mut für das baldige Martyrium zusprechen.